# FAB (曲)
「FAB」（ファブ、原題: When We Was Fab)は、ジョージ・ハリスンの楽曲である。1987年に発売されたオリジナル・アルバム『クラウド・ナイン』に収録され、翌年に同作からの第2弾シングルとして発売された。作詞作曲・プロデュースともにジェフ・リンとの共作となっている。本作のタイトルの「FAB」は、ビートルズの愛称の1つである「The Fab Four」にちなんだもので、曲調も1967年のビートルズの楽曲を思わせるアレンジとなっている。レコーディングには、ハリスンと同じく元ビートルズのメンバーであるリンゴ・スターも参加している。
Billboard Hot 100で最高位23位、全英シングルチャートで最高位25位を記録。

## 背景・曲の構成
曲のタイトルの｢FAB｣とは、かつてのビートルズのあだ名「FAB FOUR」に由来したもので、「Fab」は「Fabulous」の意味である。作詞については難航していたが、当初より「Fab」をテーマとした楽曲となることだけは決まっていて、ハリスンが歌詞を完成させるまでの間、オーストラリア・クイーンズランドで制作を行なっていた関係から「Aussie Fab」という仮タイトルが付けられていた。その後幾度か歌詞が練り直され、「FAB」が完成した。
アレンジは「アイ・アム・ザ・ウォルラス」をベースに、チェロ、「oohs」という叫び声、逆回転させたテープループ、シタールなどが盛り込まれ、1967年のビートルズのサイケデリア期を思わせるアレンジになっている。本作にはこの他に「ホワイル・マイ・ギター・ジェントリー・ウィープス」を思わせるエコーをかけたピアノも含まれている。

## シングル盤
シングル盤は、1988年1月25日にアルバム『クラウド・ナイン』からの第2弾シングルとして発売され、発売翌週の2月6日付の全英シングルチャートに初めてランクインし、最高位25位、アメリカのBillboard Hot 100では最高位23位を記録。
シングル盤のジャケットのデザインは、ハリスンの旧友クラウス・フォアマンが手がけている。ビートルズ時代のハリスンとそれから22年後のハリスンの似顔絵が使われており、前者はかつてフォアマンがデザインしたビートルズのアルバム『リボルバー』のジャケットから流用されたものである。

## ミュージック・ビデオ
この曲のミュージック・ビデオはゴドレイ&クレームが監督を務め、レコーディングにも参加したリンゴ・スターとジェフ・リン、エルトン・ジョン（カップにコインを入れる通行人）、ポール・サイモン（カートを押す通行人）、レイ・クーパーらが出演した。
中盤でハリスンとスターに加えて、ポール・マッカートニーを連想させる左利き用のリッケンバッカー・4001を弾くセイウチの着ぐるみの人物の前を、ニール・アスピノールがジョン・レノンの横顔が写る『イマジン』の裏ジャケットが見えるように抱えて通り過ぎることで、ビートルズの4人が集結するシーンが確認できる。後のインタビューで、セイウチの着ぐるみの人物についてハリスンは、「ポールはシャイだから、セイウチの着ぐるみを着て出演したんだ」と語っているが、1995年にマッカートニーは「ジョージは出演を望んでいたけど、都合が付かなかったんだ。だから代役を立ててそれを僕ということにしたんだ」とインタビューで語っている。
このミュージック・ビデオは、1988年のMTV Video Music Awardsで、最優秀芸術監督賞をはじめとした6部門にノミネートした。

## クレジット
※出典（特記を除く）
- ジョージ・ハリスン - ボーカル、ギター、シタール[8]
- リンゴ・スター - ドラム
- ジェフ・リン - ギター、ベース、キーボード
- レイ・クーパー（英語版） - パーカッション
- ボビー・コック（英語版）  - チェロ
- ゲイリー・ライト - ピアノ[9]

## シングル収録曲
| 全作詞・作曲: ジョージ・ハリスン、ジェフ・リン。 |                          |                                    |                                    |      |
| #                                                | タイトル                 | 作詞                               | 作曲・編曲                         | 時間 |
| 1.                                               | 「FAB」(When We Was Fab) | ジョージ・ハリスン 、 ジェフ・リン | ジョージ・ハリスン 、 ジェフ・リン | 3:59 |
| 2.                                               | 「ジグ・ザグ」(Zig Zag)  | ジョージ・ハリスン 、 ジェフ・リン | ジョージ・ハリスン 、 ジェフ・リン | 2:45 |
| 合計時間:                                        | 合計時間:                | 6:44                               |                                    |      |

| #         | タイトル                                                                            | 作詞・作曲                      | プロデューサー                                           | 時間  |
| --------- | ----------------------------------------------------------------------------------- | ------------------------------- | -------------------------------------------------------- | ----- |
| 1.        | 「FAB (アンエクステンデッド・バージョン)」(When We Was Fab (Unextended Version))    | ジョージ・ハリスン ジェフ・リン | ジョージ・ハリスン ジェフ・リン                          | 3:57  |
| 2.        | 「ジグ・ザグ」(Zig Zag)                                                             | ジョージ・ハリスン ジェフ・リン | ジョージ・ハリスン ジェフ・リン                          | 2:46  |
| 3.        | 「ザッツ・ザ・ウェイ・イット・ゴーズ (リミックス)」(That's The Way It Goes (remix)) | ジョージ・ハリスン ジェフ・リン | ジョージ・ハリスン、フィル・マクドナルド、レイ・クーパー | 3:31  |
| 4.        | 「FAB (リバース・エンド)」(When We Was Fab (Reverse End))                           | ジョージ・ハリスン ジェフ・リン | ジョージ・ハリスン ジェフ・リン                          | 5:17  |
| 合計時間: | 合計時間:                                                                           | 合計時間:                       | 合計時間:                                                | 15:31 |

## チャート成績
| チャート (1988年)                  | 最高位 |
| ---------------------------------- | ------ |
| オーストラリア (Kent Music Report) | 35     |
| ベルギー (Ultratop 50 Flanders)    | 38     |
| Canada Top Singles (RPM)           | 20     |
| Canada Adult Contemporary (RPM)    | 7      |
| ドイツ (GfK Entertainment charts)  | 40     |
| アイルランド (IRMA)                | 24     |
| オランダ (Single Top 100)          | 52     |
| UK シングルス (OCC)                | 25     |
| US Billboard Hot 100               | 23     |
| US Adult Contemporary (Billboard)  | 10     |
| US Mainstream Rock (Billboard)     | 2      |